# Renate Völker
Renate Völker (* 1953 in Schorndorf) ist eine deutsche Journalistin und Autorin. 

## Leben und Wirken
Völker arbeitete als Redakteurin und war journalistisch tätig in Verlagen, (Konradin Verlag, Leinfelden, Zeitungsverlag Waiblingen), Pressestellen, einer Nachrichtenagentur, sowie als Werksredakteurin für den Unternehmenskonzern Daimler. Völker arbeitet als Freiberuflerin und schreibt für Publikationen und Magazine ihrer Heimatregion. Sie ist verheiratet mit Karl-Otto Völker, gemeinsam haben sie zwei Söhne.
Völker hat eine Daimler-Biografie, Firmenchroniken und Bücher zu heimatgeschichtlichen Themen veröffentlicht sowie mit anderen Autoren (u. a. Felix Huby) Weinbücher und Bücher über schwäbische Wirtschaften geschrieben.

## Bücher (Auswahl)
- Wir brauchten jeden Apfelschnitz – Alltag zwischen Kriegsende und Währungsreform, Hofmann-Verlag, Schorndorf, ISBN 3-7780-0989-3
- Fußstapfen – Lebensbilder aus Schorndorf, Carl Bacher-Verlag, Schorndorf 1991, ISBN 3-924431-14-0
- Schwäbische Wirtschafts-Wunder im Remstal und auf der Höh, mit Michael Städele, Silberburg-Verlag, Tübingen 2001; ISBN 3-87407-387-4
- Schwäbische Wirtschafts-Wunder im Kreis Esslingen, mit Astrid Schlupp-Melchinger und Gunther Nething, Silberburg-Verlag, Tübingen 2004 ISBN 978-3-87407-387-5
- Fellbacher Weinbuch, mit Andreas Krohberger, Silberburg-Verlag, Tübingen 2007, ISBN 978-3-87407-767-5
- Lieblingsplätze : Fellbacher stellen ihre Stadt vor, mit Andreas Krohberger, Silberburg-Verlag, Tübingen 2014, ISBN 978-3-8425-1310-5
- Gottlieb Daimler – ein bewegtes Leben, mit Karl Otto Völker, Silberburg-Verlag, Tübingen 2013, ISBN 978-3-8425-1230-6